# Villanos al poder
Villanos al poder es el quinto álbum de estudio de la banda de rock argentina Villanos, lanzado de forma totalmente independiente en mayo de 2004. El álbum fue producido por Niko Villano. Fueron grabados videos para las canciones "Digo que sí" y "Dios es argentino", dirigidos ambos por Esteban De Miguel de la productora Filmic.

## Lista de canciones
| N.º | Título              | Escritor(es) | Duración |  |
| 1.  | «¡Llame ya!»        | Niko Villano | 3:17     |  |
| 2.  | «Digo que sí»       | Niko Villano | 2:15     |  |
| 3.  | «Amor satelital»    | Niko Villano | 4:05     |  |
| 4.  | «Dios es argentino» | Niko Villano | 1:05     |  |
| 5.  | «Chau corazón»      | Niko Villano | 3:02     |  |
| 6.  | «Barrilete»         | Niko Villano | 4:18     |  |
| 7.  | «Al salir»          | Niko Villano | 3:12     |  |
| 8.  | «Amalita»           | Niko Villano | 3:09     |  |
| 9.  | «Pasen y vean»      | Niko Villano | 2:53     |  |
| 10. | «De nadie más»      | Niko Villano | 3:29     |  |
| 11. | «Maldito rocanrol»  | Niko Villano | 3:03     |  |
| 12. | «Alta Tensión»      | Niko Villano | 3:51     |  |
| 13. | «Pronto vendrá»     | Niko Villano | 3:33     |  |

## Cortes de difusión y Videos
- Digo que sí (2004)
- Dios es argentino (2004)